# 民族民主陣線 (葉門)
民族民主陣線（阿拉伯语：‎）是北葉門历史上一个政治军事联盟於1976年2月2日在萨那成立。民族民主陣線由5個組織組成，包含也门革命民主党、葉門革命抵抗者組織、劳动党、人民先鋒和人民民主聯盟。
後來，卡薩姆·薩拉姆領導的復興黨勢力以及“民主九月派组织”也加入陣線。1978年復興黨離開陣線。1979年3月5日，創始5黨合并为也门人民团结党，但該陣線继续存在；4天后，也门人民团结党并入也门社会党。1979年6月13日，“六月十三日人民力量陣線”加入。